# Vartiania drangianicus
Vartiania drangianicus is een vlinder uit de familie van de Houtboorders (Cossidae). De wetenschappelijke naam van deze soort is voor het eerst voorgesteld als Holcocerus drangianicus door Grigori Jefimovitsj Groemm-Grzjimajlo in een publicatie uit 1902.
De soort komt voor in Iran.